# Dieter Müller
Dieter Müller (født 1. april 1954 i Offenbach, Vesttyskland) er en tidligere tysk fodboldspiller (angriber).
Hans mest nævneværdige klub var FC Köln i hjemlandet, hvor han var tilknyttet mellem 1973 og 1981. Han havde også ophold hos blandt andet Kickers Offenbach i sin fødeby, VfB Stuttgart, franske Girondins Bordeaux og schweiziske Grasshoppers. Med Köln var han med til at vinde både et tysk mesterskab og to DFB-Pokaltitler, mens det med Bordeaux blev til to franske mesterskaber i træk i 1984 og 1985.
I både 1977 og 1978 blev Müller topscorer i Bundesligaen.
Müller spillede desuden tolv kampe og scorede ni mål for det vesttyske landshold. Han deltog for tyskerne ved både EM i 1976 i Jugoslavien og VM i 1978 i Argentina. Ved førstnævnte scorede han i finalen mod Tjekkoslovakiet, som tyskerne dog alligevel tabte efter straffesparkskonkurrence.

## Titler
Bundesligaen
- 1978 med FC Köln

DFB-Pokal
- 1977 og 1978 med FC Köln

Ligue 1
- 1984 og 1985 med Girondins Bordeaux